# کریمر علیه کریمر
کریمر علیه کریمر (به انگلیسی: Kramer vs. Kramer) فیلمی به کارگردانی رابرت بنتون محصول سال ۱۹۷۹ ایالات متحدهٔ آمریکا که موضوع آن طلاق است. این فیلم نامزد ۹ اسکار شد که موفق به کسب ۵ جایزه از جمله بهترین فیلم گردید.

## بازیگران
- داستین هافمن در نقش تد
- مریل استریپ در نقش جوآنا
- جاستین هنری در نقش بیلی
- جین الکساندر در نقش مارگارت (همسایه تد و جوآنا)

## داستان فیلم
تد کریمر (هافمن) کارمند سخت کوش و نسبتاً موفق یک شرکت تبلیغاتی است اما بیش از حد در کار خود غرق شده و بدین خاطر همسرش جوآنا (مریل استریپ) شدیداً احساس تنهایی می‌کند. در ابتدای فیلم جوآنا در کمال تعجبِ تد، تصمیم خود برای متارکه را به وی اعلام کرده و به کالیفرنیا می‌رود. اما مجدداً به نیویورک بازگشته و در حالی که پانزده ماه از ترک خانه توسط وی می‌گذرد تصمیم خود برای گرفتن حضانت تنها فرزندشان، بیلی، را به شوهر سابقش اعلام می‌کند. اما درخواست وی با مخالفت شدید تد روبرو می‌شود. تد که بسیار ناراحت است در کمال بدشانسی کار خود را نیز از دست می‌دهد. از آنجایی که تا زمان برگزاری دادگاه فرصت چندانی نیست وی می‌بایست هرچه سریعتر شغل جدیدی پیدا کند در غیر این صورت صد درصد حضانت بیلی از وی گرفته خواهد شد. هرچند که حتی در صورت شاغل بودن تد، از آنجایی که بیلی هفت سال بیشتر ندارد احتمال اینکه دادگاه با درخواست حضانت جوآنا مخالفت کند نیز بسیار پایین است…

## جایزه‌ها و نامزدی‌ها
- جایزهٔ اسکار بهترین فیلم
- جایزهٔ اسکار بهترین کارگردان
- جایزهٔ اسکار بهترین فیلمنامه
- جایزهٔ اسکار بهترین بازیگر نقش اول مرد (داستین هافمن)
- جایزهٔ اسکار بهترین بازیگر نقش مکمل زن (مریل استریپ)

نامزد جایزه اسکار بهترین نقش مکمل مرد
(جاستین هنری)
نامزد جایزه اسکار بهترین نقش مکمل زن
(جین الکساندر)
نامزد جایزه اسکار بهترین فیلم‌برداری
نامزد جایزه اسکار بهترین ادیت فیلم